# Luis Lucchetti
Luis Alberto Lucchetti (La Plata, 1902. november 18. – Buenos Aires, 1990. augusztus 6.) olimpiai bronzérmes argentin vívó, Héctor Lucchetti olimpiai bronzérmes vívó bátyja.

## Sportpályafutása
Tőr és párbajtőr fegyvernemekben is versenyzett, nemzetközi jelentőségű eredményt tőrvívásban ért el.